# Ilja Afanaszjevics Osztapenko
Ilja Afanaszjevics Osztapenko (oroszul: Илья Афанасьевич Остапенко; 1904 – Budapest, 1944. december 29.) Budapest ostrománál elesett szovjet katonatiszt. Hadikövetként 1944. december 29-én Rogyion Jakovlevics Malinovszkij marsall és Fjodor Ivanovics Tolbuhin marsall közösen aláírt, a megadásra felszólító ultimátumát vitte a német parancsnokságra. Nevét gyakran helytelenül „Osztyapenkó” szóalakban írják, ejtik.

## Élete
Ilja Osztapenko 1904-ben született az Orosz Birodalom Harkovi kormányzóságának Szumi járásában (napjainkban: Szumi terület Ukrajnában). A kelet-ukrajnai Gorlovkában élt és a Lenin-bányában bányászként dolgozott.
1942-ben behívták a Vörös Hadseregbe. 1943-ban a 316-os lövészhadosztálynál az ellenséges területen végzett tevékenységek szervezésében vett részt. Mivel jól beszélt németül, részt vett az ellenséges csapatokkal kapcsolatos tevékenységekben is, mint amilyen a foglyok vallatása.
Századosként részt vett Budapest ostromában.

## Halálának körülményei
Hitler személyes utasításában Budapestet erőddé (Festung) nyilvánította és 1944. december 5-én a „budapesti erőd harcparancsnokává" Karl Pfeffer-Wildenbruch SS-Obergruppenführert, a Waffen-SS tábornokát nevezte ki. Budapest ostromának napjaiban, 1944 december 25-én a szovjetek a 3. Ukrán Hadseregcsoport követeként Ilja Osztapenkót és a 2. Ukrán Hadseregcsoport követeként Steinmetz Miklóst jelölték ki arra, hogy a bekerített városban megadásra szólítsák fel az ott levő német-magyar katonai erőket. A szovjet Legfelsőbb Főparancsnokság december 27-én adott engedélyt a Budapestet védő németek főparancsnoksága számára adandó ultimátum átadására. December 28-án este és 29-én reggel a szovjetek hangszórókon közölték a két parlamenter útvonalát.
Steinmetz 29-én 10 órakor indult Vecsés felől, de dzsipje az aknazáron fennakadt és a parlamenterek odavesztek (ez vitatott, a szovjet információk szerint a „gépkocsi a németek tüzébe került”, lövés érte a gépkocsit, mely csak ezután futott aknára); ezen okulva Osztapenko társaival Budaörs felől már gyalog indult egy órával később, és sikeresen elérte a tengelyhatalmi vonalat. Szemüket bekötve, gépkocsival szállították tovább őket, ahol egy német alezredes vette át az ultimátumot. Karl Pfeffer-Wildenbruch felettesei engedélye nélkül fel sem bonthatta a borítékot, így inkább válasz nélkül visszaküldte a parlamentereknek, akik ezután visszaindultak vonalaikhoz. A német állásokra azonban szovjet aknatűz zúdult, és ők a németek figyelmeztetése ellenére is megkísérelték a visszajutást. Az egyik gránátrepesz halálos sebet ejtett a századoson míg a csapat másik két tagja (Nyikolaj Feoktyisztov Orlov főhadnagy az 1077. lövészezred I. zászlóaljának segédtisztje és Jefim Taraszovics Gorbatyuk törzsőrmester ) túlélte a támadást. Orlov később így emlékezett Osztapenko halálát megelőző pillanatokra: „Osztapenko százados felém fordult és azt mondta: Úgy látszik, sikerült. Most is ránk mosolygott a szerencse. Amikor kimondta ezeket a szavakat, három hatalmas robbanás hallatszott, körülöttünk repeszek és golyók süvítettek. Osztapenko százados a németek felé fordult és lezuhant az útra.” A hadiesemény helyszínének közelében tartózkodó magyar lovas tüzér tisztek Bogoszavljevits György és Bathó Miklós egybehangzóan állították, hogy a szovjet parlamenter, 1944. december 29-én saját tűztől vesztette életét. A Wehrmacht 1945. január 6-i közleményében visszautasította a szovjetek által bejelentett szándékos gyilkosságok vádját, sőt egészen ellentmondva a szovjet állításnak azt közölte, hogy nem is a szovjetek, hanem négy erre kényszerített német hadifogoly kézbesítette a megadásra való felszólítást.
December 31-én a parlamenterek halálhíre Moszkvába is eljutott nagyjából egyidőben azzal, hogy arról a Wehrmacht-parancsnokság is kapott információkat és utasította az eset kivizsgálását. Osztapenko testében a szovjet vizsgálatokat végzők magyar eredetű aknaszilánkokat találtak és a szovjet hadvezetés kijelentette, hogy a gyilkosság háborús bűncselekménynek minősült.

## Emlékezete
Osztapenkót katonai tiszteletadás mellett Budapesten temették el. 1951-ben a Budaörsi út és a 7-es főút elágazásánál emlékszobrot állítottak neki, melynek alkotója Kerényi Jenő volt. 1956-ban a forradalom napjaiban Osztapenko szobrát is ledöntötték, majd később újra felállították. A szobrot a mai M7–7-es út találkozásánál egészen 1992-ig ismerte Budapest. Az Osztapenko-szobor volt a találkozási pont a Balatonra igyekvő stopposoknak az 1960-as években, sőt még egy szólás is született a szoborral kapcsolatban: „Majd ha Osztyapenko lépést vált”. 1993 őszén a monumentális szobor a szocialista rendszerben született egyéb propagandaszobrokhoz hasonlóan – Osztapenko és Steinmetz kapitány szobrai a legélesebb vitáktól övezve – a Tétényi-fennsíkon létrehozott és sikeresen működő Memento Parkba került. A szobor helyét, a forgalmas csomópontot a köznyelvben ma is gyakran „Osztyapenkó”-nak nevezik, és a szobortalan csomópontban nyílt gyorsétterem neve is McDonald’s Osztyapenko lett.
A rendszerváltás előtt budapesti sportegyesület viselte a nevét: Honvéd Osztapenkó Sportegyesület.
Gorlovkában (Horlivka) utcát neveztek el a tiszteletére.

## Képek

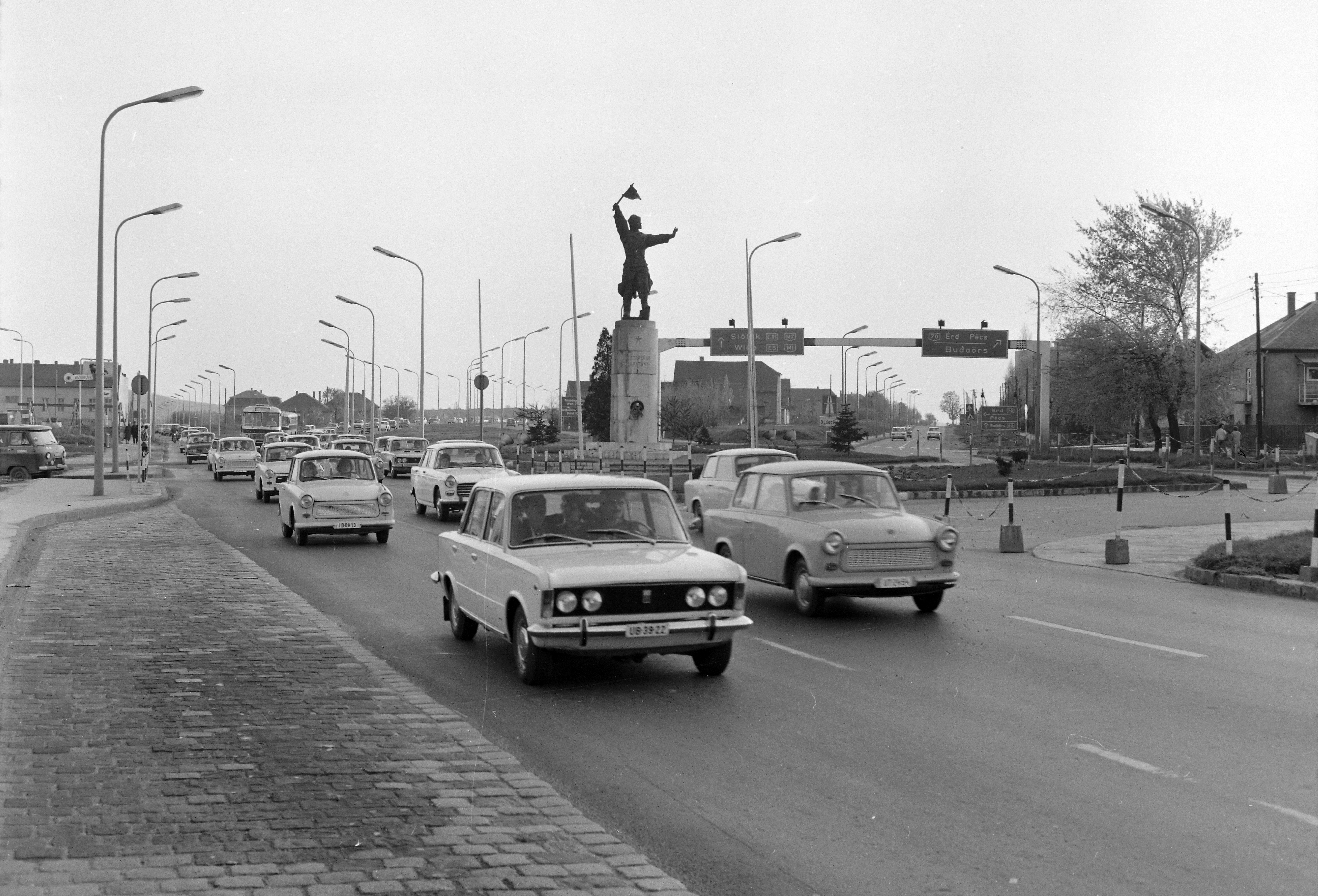
Az M7-es autópálya forgalmas bevezető szakasza 1968-ban
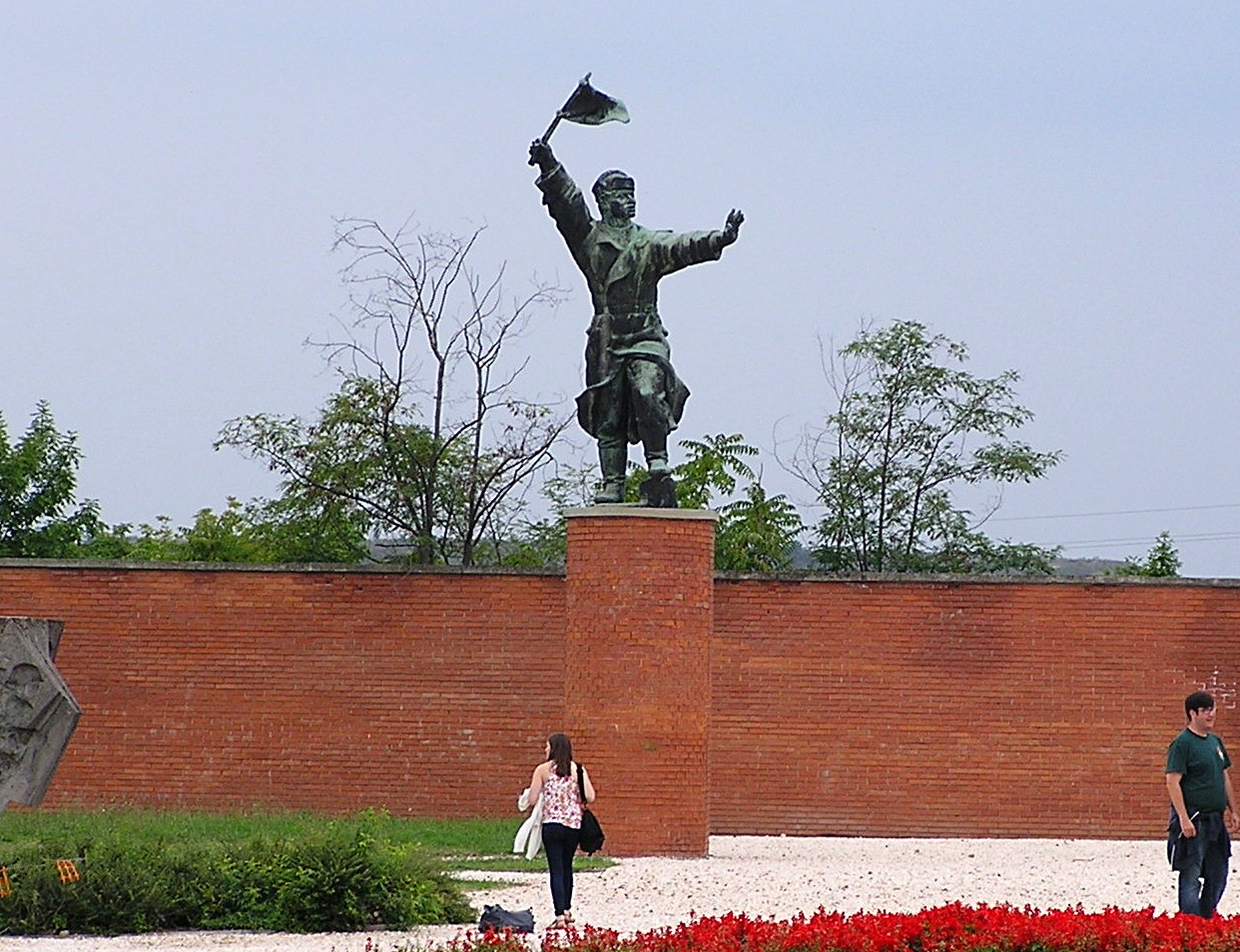
A szobor a Memento Parkban  2014-ben

## Kitüntetései
- A Nagy Honvédő Háború érdemrend I. fokozata
- A Nagy Honvédő Háború érdemrend II. fokozata
- Vörös csillag érdemrend